# ライシーアム (ポート・サンライト)
ライシーアム (Lyceum) は、イングランド、マージーサイド州ポート・サンライトのブリッジ・ストリート (Bridge Street) にある建物。当初は学校として建設されたが、後には様々な目的で利用され、一時は社交クラブが入っていたこともあった。イングランドにおける国民遺産リストにおいて、グレードIIの指定建造物となっている。

## 歴史
ライシーアムは、1894年から1895年にかけて、ウィリアム・リーヴァーの依頼によって建設され、その設計にはチェスターの建築事務所ダグラス・アンド・フォーダムがあたった。この建物は、当初は人口が増えつつあったポート・サンライトのコミュニティのための学校として建設され、また教会が建設されるまでは、礼拝の場所としても使用された。 建設後しばらくしてから、この建物はライシーアムと呼ばれるようになった。2009年の時点では、建物の一部は社会事業の拠点として使われ、他の一部は建築事務所として使われていた。またこの建物の一部を、ポート・サンライト博物館 (Port Sunlight Museum) の一環としてヴィクトリア朝の学校の教室に改装するという計画もある。

## 建築
この建物の正面は南東方向を向いている。不規則に配置された5つのベイをもち、基本的には1階建である。壁は、赤いリュアーボン製の煉瓦を用い、青い煉瓦を菱形に配して飾ったり (diapering)、石を用いた装飾が施されている。屋根はスレート（粘板岩）葺で、棟にはタイルが載っている。
正面に向かって左側から順に、最初のベイは前方に突き出ている。3連の明かり窓、楕円状の弧を描いた戸口と、簡素な妻側（破風）がある。2番目のベイは、少し引っ込んだ位置で少し高く、2連の明かり窓が3組とやや装飾的形状の妻側をもっている。3番目のベイは、さらに引っ込んだ位置で2階建になっており、戸口と装飾的形状の妻側がある。4番目のベイは、最も重要な部分であり、他よりも広く高くなっており、前方に突き出ている。2連の明かり窓が3組あり、装飾的形状の妻側があり、さらに星の形のトレサリー（狭間飾り）が施された円窓がある。いずれの妻側にもフィニアル（頂華）が設けられている。正面から見て一番右側にはタレット（塔）が設けられており、正方形の1階部分の上に八角形の塔が置かれ、両者を繋ぐところでは尖塔の一部のような小さな屋根（broaches）が設けられ、上の階層には時計や窓が設けられている。さらに上の層には、球状のフィニアルが並ぶ胸壁（パラペット）がある。このタレットの頂には、一回り小さい径のスレート葺の尖塔が載っており、その頂頭には風見が置かれている

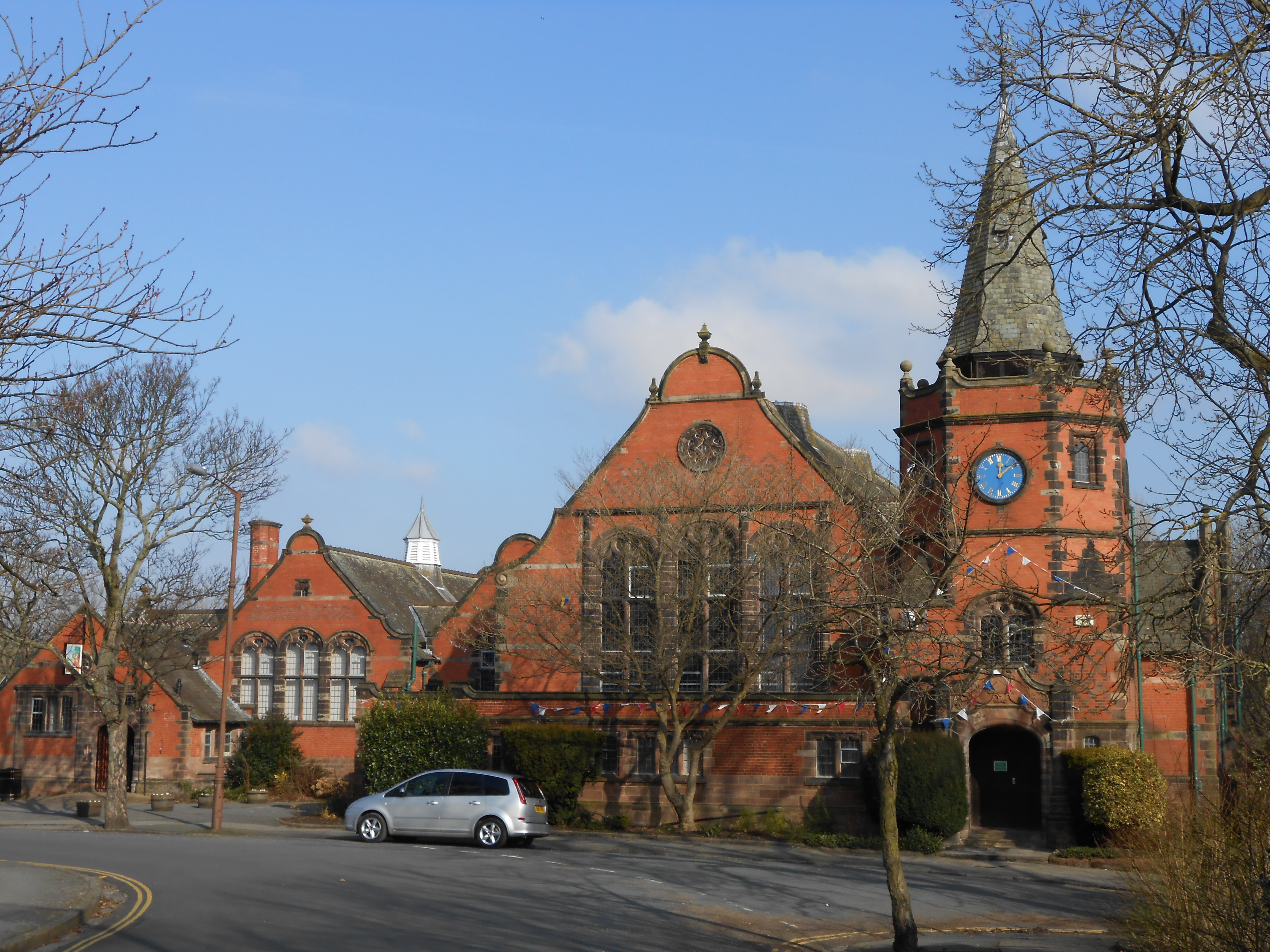
正面から見たライシーアムの全体像。左から3番目のベイはわずかにしか見えていないが、右端のタレットを含め、全てのベイが写っている。